# Shabat goy
Un Shabbos goy, Shabbat goy o Shabbes goy (en yidis: שבת גוי, shabbos goy; en hebreo: גוי של שבת, goy shel shabat; plural Shabbos goyim) es un no judío que es empleado por judíos para realizar ciertos tipos de trabajo (melakha) que la ley religiosa judía (halaja) prohíbe que un judío realice en Shabat.

## Etimología
El término es una combinación de las palabras Shabbos (שבת), el término para el sábado en el uso judío asquenazí, y goy (גוי), un gentil o no judío. La palabra goy, que se traduce literalmente como "nación" en hebreo bíblico, ha adquirido con el tiempo el significado de alguien que no es judío. Según Adi Ophir e Ishay Rosen-Zvi, este uso comenzó a producirse a partir del siglo I y II. Sostienen que antes de esta época no existía en el judaísmo una dicotomía cristalizada entre judío y no judío.

## Descripción
En Shabbat hay numerosas restricciones y ciertos tipos de trabajo están prohibidos, como el trabajo de contratista. Los rabinos dictaminaron que pedir a un no judío que viole el Shabbat para uno mismo está generalmente prohibido, pero en determinadas circunstancias los rabinos lo permiten, especialmente para calentar el horno en los días de invierno en los países septentrionales. Un goy shabbos no es necesario cuando la vida está en juego (pikuach nefesh) o en el caso en que habría una posibilidad razonable de peligro para la vida (safek pikuach nefesh).
Originalmente, el trabajo del shabbos goy se daba a menudo a una mujer pobre, y la compensación era en forma de jalá; más tarde, se daba dinero, aunque no en Shabbat o no directamente al trabajador, debido a las restricciones halájicas sobre la contratación de trabajadores en Shabbat.
Según Ronald J. Eisenberg, "en la actualidad, la proliferación de temporizadores electrónicos ha eliminado prácticamente la necesidad del goy de Shabbos, que antaño desempeñaba un papel importante, especialmente en los shtetls de Europa del Este."

## Ejemplos notables
Algunos ejemplos notables son Maxim Gorky, Thomas D'Alesandro Jr, Floyd B. Olson, Harry S. Truman, Pete Hamill, Colin Powell, Mario Cuomo, Martin Scorsese, Ralph Branca (que en aquel momento no sabía que era judío), Tom Jones, y el adolescente Elvis Presley, todos los cuales ayudaron de esta forma a sus vecinos judíos. Barack Obama ayudó a su vecino de oficina judío mientras servía en el senado de Illinois.